# Como Calcio 1988-1989
Questa voce raccoglie le informazioni riguardanti il Como Calcio nelle competizioni ufficiali della stagione 1988-1989.

## Stagione
Nella stagione 1988-1989 il Como ha disputato il tredicesimo campionato di Serie A della sua storia. Raccogliendo 22 punti non è riuscito ad evitare l'ultimo posto della graduatoria, retrocedendo in Serie B con Pisa, Pescara e Torino. Inizia la stagione allenato da Rino Marchesi, il Como non parte male in campionato, fino a gennaio resta intruppato a metà classifica, poi arriva un lento declino, a metà aprile viene sostituito il tecnico da Angelo Pereni, nel tentativo di dare una scossa all'ambiente e riuscire ancora a mantenere la categoria, come al Como riesce da quattro stagioni. Ma l'inerzia rimane la stessa fino al termine del torneo. Nel girone di ritorno il Como ha raccolto solo 9 punti in 17 partite, un verdetto. Con 7 reti Marco Simone è stato il miglior marcatore lariano.
Nella Coppa Italia il Como disputa il quinto girone di qualificazione, passando alla seconda fase grazie al terzo posto ottenuto alle spalle di Roma e Monza. Nel sesto girone della seconda fase arriva primo con l'Ascoli, ma perde per differenza reti il passaggio ai quarti di finale.

## Divise e sponsor
Lo sponsor tecnico per la stagione 1988-1989 fu Adidas, mentre lo sponsor ufficiale fu Mita.
| Casa | Trasferta | Trasferta 2 |

## Organigramma societario
Area direttiva
- Presidente: Benito Gattei
- Segretario: Carlo Lamburgo

Area tecnica
- Direttore sportivo: Alessandro Vitali
- Allenatore: Rino Marchesi, poi dal 10 aprile Angelo Pereni
- Allenatore Primavera: Angelo Massola

## Rosa
| N. |                   | Ruolo | Calciatore                 |
| -- | ----------------- | ----- | -------------------------- |
|    | Italia (bandiera) | P     | Mario Paradisi             |
|    | Italia (bandiera) | P     | Marco Savorani             |
|    | Italia (bandiera) | D     | Massimo Albiero            |
|    | Italia (bandiera) | D     | Enrico Annoni              |
|    | Italia (bandiera) | D     | Rosario Biondo             |
|    | Italia (bandiera) | D     | Catello Cimmino            |
|    | Italia (bandiera) | D     | Stefano Colantuono         |
|    | Italia (bandiera) | D     | Roberto Lorenzini          |
|    | Italia (bandiera) | D     | Stefano Maccoppi           |
|    | Italia (bandiera) | C     | Giancarlo Centi (capitano) |
|    | Italia (bandiera) | C     | Oreste Didonè              |

| N. |                    | Ruolo | Calciatore                   |
| -- | ------------------ | ----- | ---------------------------- |
|    | Italia (bandiera)  | C     | Salvatore Giunta             |
|    | Italia (bandiera)  | C     | Giovanni Invernizzi          |
|    | Italia (bandiera)  | C     | Achille Mazzoleni            |
|    | Brasile (bandiera) | C     | Luiz Milton de Souza Filho   |
|    | Italia (bandiera)  | C     | Egidio Notaristefano         |
|    | Italia (bandiera)  | C     | Marco Sinigaglia             |
|    | Italia (bandiera)  | C     | Enrico Todesco               |
|    | Italia (bandiera)  | C     | Vinicio Verza                |
|    | Italia (bandiera)  | C     | Fabio Viviani                |
|    | Svezia (bandiera)  | A     | Mats Dan Erling Corneliusson |
|    | Italia (bandiera)  | A     | Marco Simone                 |

## Risultati

### Serie A

#### Girone di andata
| Arbitro: | D'Elia (Salerno) |

|  |           |                                     |
|  | Marcatori | 3’ De Agostini 10’ Laudrup 32’ Buso |

| Arbitro: | Di Cola (Avezzano) |

|                           |           |  |
| Cerezo 14’ R. Mancini 60’ | Marcatori |  |

| Arbitro: | Luci (Firenze) |

|                  |           |  |
| Corneliusson 73’ | Marcatori |  |

| Arbitro: | Cornieti (Forlì) |

|                    |           |            |
| Dezotti 42’ (rig.) | Marcatori | 68’ Giunta |

| Arbitro: | Coppetelli (Tivoli) |

|                                   |           |                     |
| Colantuono 70’ Albiero 78’ (rig.) | Marcatori | 80’ (rig.) Pasculli |

| Arbitro: | Agnolin (Bassano del Grappa) |

|            |           |                     |
| Giunta 60’ | Marcatori | 41’ Díaz 83’ Serena |

| Verona 27 novembre 1988 7ª giornata | Verona         | 0 – 0 | Como | Stadio Marcantonio Bentegodi\| Arbitro: \| Luci (Firenze) \| |
| Arbitro:                            | Luci (Firenze) |       |      |                                                              |

| Arbitro: | Felicani (Bologna) |

|  |           |                       |
|  | Marcatori | 67’ (aut.) Invernizzi |

| Arbitro: | Beschin (Legnago) |

|              |           |  |
| Giannini 21’ | Marcatori |  |

| Arbitro: | Fabricatore (Roma) |

|                                             |           |                             |
| C. Pin 40’ (aut.) Simone 46’ Invernizzi 80’ | Marcatori | 6’ Battistini 86’ E. Cucchi |

| Arbitro: | Frigerio (Milano) |

|              |           |            |
| De Patre 18’ | Marcatori | 73’ Simone |

| Arbitro: | Sguizzato (Verona) |

|           |           |                 |
| Simone 1’ | Marcatori | 60’ Boccafresca |

| Arbitro: | Di Cola (Avezzano) |

|                                                                |           |  |
| Van Basten 3’ Gullit 60’ Virdis 75’ (rig.) Maccoppi 79’ (aut.) | Marcatori |  |

| Arbitro: | Beschin (Legnago) |

|            |           |  |
| Didonè 40’ | Marcatori |  |

| Arbitro: | Luci (Firenze) |

|                         |           |           |
| Müller 8’ Bresciani 41’ | Marcatori | 6’ Milton |

| Como 5 febbraio 1989 16ª giornata | Como                | 0 – 0 | Cesena | Stadio Giuseppe Sinigaglia\| Arbitro: \| Coppetelli (Tivoli) \| |
| Arbitro:                          | Coppetelli (Tivoli) |       |        |                                                                 |

| Arbitro: | Fabricatore (Roma) |

|                                         |           |                             |
| Careca 11’ M. Neri 63’ A. Carnevale 82’ | Marcatori | 33’ Corneliusson 43’ Simone |

#### Girone di ritorno
| Torino 19 febbraio 1989 18ª giornata | Juventus            | 0 – 0 | Como | Stadio Comunale\| Arbitro: \| Amendolia (Messina) \| |
| Arbitro:                             | Amendolia (Messina) |       |      |                                                      |

| Arbitro: | Longhi (Roma) |

|  |           |                              |
|  | Marcatori | 42’ Bonomi 78’ (rig.) Vialli |

| Arbitro: | Luci (Firenze) |

|                    |           |  |
| Albiero 69’ (aut.) | Marcatori |  |

| Arbitro: | Pairetto (Torino) |

|                        |           |               |
| Giunta 5’ Maccoppi 90’ | Marcatori | 57’ Gutiérrez |

| Lecce 19 marzo 1989 22ª giornata | Lecce               | 0 – 0 | Como | Stadio Via del Mare\| Arbitro: \| Lo Bello (Siracusa) \| |
| Arbitro:                         | Lo Bello (Siracusa) |       |      |                                                          |

| Arbitro: | Longhi (Roma) |

|                                                  |           |  |
| Berti 2’ Matthäus 71’ (rig.), 77’ A. Bianchi 78’ | Marcatori |  |

| Arbitro: | Coppetelli (Tivoli) |

|                |           |             |
| Invernizzi 34’ | Marcatori | 77’ Troglio |

| Arbitro: | D'Elia (Salerno) |

|                                    |           |  |
| Giordano 39’ (rig.) Dell'Oglio 44’ | Marcatori |  |

| Arbitro: | Luci (Firenze) |

|  |           |                |
|  | Marcatori | 2’ Manfredonia |

| Arbitro: | Pezzella (Frattamaggiore) |

|                          |           |            |
| Baggio 5’, 78’ Dunga 86’ | Marcatori | 89’ Simone |

| Arbitro: | Frigerio (Milano) |

|            |           |  |
| Simone 59’ | Marcatori |  |

| Arbitro: | Agnolin (Bassano del Grappa) |

|                                           |           |            |
| Incocciati 9’ (rig.), 28’ Been 69’ (rig.) | Marcatori | 85’ Milton |

| Arbitro: | Pezzella (Frattamaggiore) |

|           |           |               |
| Annoni 6’ | Marcatori | 13’ F. Baresi |

| Arbitro: | Luci (Firenze) |

|            |           |            |
| Pagano 87’ | Marcatori | 41’ Milton |

| Arbitro: | Agnolin (Bassano del Grappa) |

|                               |           |                                  |
| Maccoppi 4’ Milton 80’ (rig.) | Marcatori | 22’ Müller 28’ Edu 33’ Benedetti |

| Arbitro: | Lanese (Messina) |

|                 |           |  |
| M. Agostini 78’ | Marcatori |  |

| Arbitro: | Stafoggia (Pesaro) |

|  |           |                   |
|  | Marcatori | 36’ (rig.) Renica |

### Coppa Italia

#### Prima fase 5º girone
| Arbitro: | Guidi (Bologna) |

|                   |           |                |
| Notaristefano 11’ | Marcatori | 84’ Zanoncelli |

| Arbitro: | Monni (Sassari) |

|  |           |             |
|  | Marcatori | 22’ Viviani |

| Como 28 agosto 1988 3ª giornata | Como           | 0 – 0 | Piacenza | Stadio Giuseppe Sinigaglia\| Arbitro: \| Luci (Firenze) \| |
| Arbitro:                        | Luci (Firenze) |       |          |                                                            |

| Arbitro: | Pairetto (Tirino) |

|                                    |           |  |
| Giannini 45’ (rig.) Rizzitelli 63’ | Marcatori |  |

| Arbitro: | Bailo (Novi Ligure) |

|                   |           |  |
| Notaristefano 51’ | Marcatori |  |

#### Seconda fase 3º girone
| Arbitro: | Nicchi (Arezzo) |

|            |           |  |
| Simone 73’ | Marcatori |  |

| Torino 21 settembre 1988 2ª giornata | Juventus       | 0 – 0 | Como | Stadio Comunale\| Arbitro: \| Luci (Firenze) \| |
| Arbitro:                             | Luci (Firenze) |       |      |                                                 |

| Arbitro: | Coppetelli (Tivoli) |

|             |           |                  |
| Benetti 65’ | Marcatori | 90’ Corneliusson |

## Statistiche

### Statistiche di squadra
| Competizione | Punti | In casa | In casa | In casa | In casa | In casa | In casa | In trasferta | In trasferta | In trasferta | In trasferta | In trasferta | In trasferta | Totale | Totale | Totale | Totale | Totale | Totale | DR  |
| Competizione | Punti | G       | V       | N       | P       | Gf      | Gs      | G            | V            | N            | P            | Gf           | Gs           | G      | V      | N      | P      | Gf     | Gs     | DR  |
| ------------ | ----- | ------- | ------- | ------- | ------- | ------- | ------- | ------------ | ------------ | ------------ | ------------ | ------------ | ------------ | ------ | ------ | ------ | ------ | ------ | ------ | --- |
| Serie A      | 22    | 17      | 6       | 4       | 7       | 16      | 20      | 17           | 0            | 6            | 11           | 8            | 29           | 34     | 6      | 10     | 18     | 24     | 49     | -25 |
| Coppa Italia |       | 4       | 2       | 2       | 0       | 3       | 1       | 4            | 1            | 2            | 1            | 2            | 3            | 8      | 3      | 4      | 1      | 5      | 4      | +1  |
| Totale       |       | 21      | 8       | 6       | 7       | 19      | 21      | 21           | 1            | 8            | 12           | 10           | 32           | 42     | 9      | 14     | 19     | 29     | 53     | -24 |

### Statistiche dei giocatori[4]
| Giocatore        | Serie A  | Serie A | Serie A     | Serie A    | Coppa Italia | Coppa Italia | Coppa Italia | Coppa Italia | Totale   | Totale | Totale      | Totale     |
| Giocatore        | Presenze | Reti    | Ammonizioni | Espulsioni | Presenze     | Reti         | Ammonizioni  | Espulsioni   | Presenze | Reti   | Ammonizioni | Espulsioni |
| ---------------- | -------- | ------- | ----------- | ---------- | ------------ | ------------ | ------------ | ------------ | -------- | ------ | ----------- | ---------- |
| M. Albiero       | 24       | 1       | ?           | ?          | 7            | 0            | ?            | ?            | 31       | 1      | ?           | ?          |
| E. Annoni        | 33       | 1       | ?           | ?          | 7            | 0            | ?            | ?            | 40       | 1      | ?           | ?          |
| G. Archimede     | -        | -       | -           | -          | 1            | 0            | ?            | ?            | 1        | 0      | 0+          | 0+         |
| R. Biondo        | 19       | 0       | ?           | ?          | 6            | 0            | ?            | ?            | 25       | 0      | ?           | ?          |
| G. Centi         | 30       | 0       | ?           | ?          | 8            | 0            | ?            | ?            | 38       | 0      | ?           | ?          |
| C. Cimmino       | 4        | 0       | ?           | ?          | 1            | 0            | ?            | ?            | 5        | 0      | ?           | ?          |
| S. Colantuono    | 23       | 1       | ?           | ?          | 7            | 0            | ?            | ?            | 30       | 1      | ?           | ?          |
| O. Didonè        | 14       | 1       | ?           | ?          | 7            | 0            | ?            | ?            | 21       | 1      | ?           | ?          |
| S. Giunta        | 29       | 3       | ?           | ?          | 7            | 0            | ?            | ?            | 36       | 3      | ?           | ?          |
| G. Invernizzi    | 30       | 2       | ?           | ?          | 3            | 0            | ?            | ?            | 33       | 2      | ?           | ?          |
| R. Lorenzini     | 26       | 0       | ?           | ?          | 7            | 0            | ?            | ?            | 33       | 0      | ?           | ?          |
| S. Maccoppi      | 30       | 2       | ?           | ?          | 6            | 0            | ?            | ?            | 36       | 2      | ?           | ?          |
| A. Mazzoleni     | 2        | 0       | ?           | ?          | 1            | 0            | ?            | ?            | 3        | 0      | ?           | ?          |
| D. Corneliusson  | 27       | 2       | ?           | ?          | 3            | 1            | ?            | ?            | 30       | 3      | ?           | ?          |
| Milton           | 34       | 4       | ?           | ?          | -            | -            | -            | -            | 34       | 4      | 0+          | 0+         |
| E. Notaristefano | 3        | 0       | ?           | ?          | 5            | 2            | ?            | ?            | 8        | 2      | ?           | ?          |
| M. Paradisi      | 26       | -36     | ?           | ?          | 8            | -4           | ?            | ?            | 34       | -40    | ?           | ?          |
| M. Savorani      | 8        | -13     | ?           | ?          | -            | -            | -            | -            | 8        | -13    | 0+          | 0+         |
| M. Simone        | 34       | 6       | ?           | ?          | 8            | 1            | ?            | ?            | 42       | 7      | ?           | ?          |
| M. Sinigaglia    | 2        | 0       | ?           | ?          | 3            | 0            | ?            | ?            | 5        | 0      | ?           | ?          |
| E. Todesco       | 19       | 0       | ?           | ?          | 7            | 0            | ?            | ?            | 26       | 0      | ?           | ?          |
| V. Verza         | 16       | 0       | ?           | ?          | -            | -            | -            | -            | 16       | 0      | 0+          | 0+         |
| F. Viviani       | -        | -       | -           | -          | 3            | 1            | ?            | ?            | 3        | 1      | 0+          | 0+         |